# 줄포중학교
줄포중학교(茁浦中學校)는 대한민국 전북특별자치도 부안군 줄포면 줄포리에 있는 공립 중학교이다.

## 학교 연혁
- 1949년 4월 1일 : 줄포중학원 설립 인가
- 1952년 1월 7일 : 줄포중학교 6학급 인가
- 1988년 9월 1일 : 줄포중.고 분리
- 2024년 2월 8일 : 제73회 12명 졸업(총 9,108명 졸업)
- 2024년 3월 1일 : 제26대 서경옥 교장 부임

## 참고 자료
- 줄포중학교 - 한국교육학술정보원 학교알리미